# 江花静
江花 静（えばな しずか、1902年（明治35年）12月2日 - 1966年（昭和41年）7月25日）は、日本の内務及び台湾総督府官僚、衆議院議員（1期、民主自由党→自由党）。福島県若松市長（官選第17代）。

## 経歴
福島県出身。1922年（大正11年）、高等学校高等科入学資格試験に合格。旧制第一早稲田高等学院に学んだ後、1928年（昭和3年）に高等試験予備試験に合格。1930年（昭和5年）に高等試験行政科に合格し、台湾総督府属となった。1935年（昭和10年）より地方警視となり、台南州高等警察課長、台北州高等警察課長、同外事課長を歴任した。1940年（昭和15年）、地方事務官に転じ、大分県商工課長、栃木県庶務課長、同教学課長、同文書課長、秋田県官房長、青森県経済第一部長などを務めた。
1945年（昭和20年）、若松市長に選出された。
1949年（昭和24年）、第24回衆議院議員総選挙に出馬し、当選を果たした。
その他、福島県教育委員を務めた。
1966年（昭和41年）7月25日死去、63歳。死没日をもって勲四等旭日小綬章追贈（勲五等からの昇叙）、従五位から正五位に叙される。